# Parahormius
Parahormius är ett släkte av steklar. Parahormius ingår i familjen bracksteklar.

## Dottertaxa tillParahormius, i alfabetisk ordning[1]
- Parahormius absonus
- Parahormius albipes
- Parahormius areolaris
- Parahormius atriceps
- Parahormius axillaris
- Parahormius bikinus
- Parahormius caicus
- Parahormius caloptiliae
- Parahormius cephisus
- Parahormius cleomenes
- Parahormius deiphobus
- Parahormius falsus
- Parahormius gylippus
- Parahormius harteni
- Parahormius iphitus
- Parahormius jason
- Parahormius laevis
- Parahormius leucopterae
- Parahormius maculipennis
- Parahormius markshawi
- Parahormius nitidus
- Parahormius pallidipes
- Parahormius pallidus
- Parahormius prontus
- Parahormius radialis
- Parahormius rameshi
- Parahormius secundus
- Parahormius siculus
- Parahormius stom
- Parahormius testaceus
- Parahormius trilineatus
- Parahormius unicolor
- Parahormius vietnamicus
- Parahormius zonus